# Barberino Tavarnelle
Barberino Tavarnelle è un comune italiano sparso di 12 004 abitanti della città metropolitana di Firenze in Toscana.
È stato istituito il 1º gennaio 2019 dalla fusione dei comuni di Barberino Val d'Elsa e Tavarnelle Val di Pesa (sede comunale).

## Geografia fisica

### Territorio
Il territorio di Barberino Tavarnelle  è situato a cavallo tra la Val di Pesa e la Val d'Elsa. Ha un'estensione di 123,01 chilometri quadrati. Il dislivello altimetrico è compreso tra un minimo di 71 metri s.l.m. nella piana del fiume Elsa sotto la frazione di Vico d'Elsa ad un massimo di 542 metri s.l.m. nella zona del Poggio Testa Lepre; i capoluoghi sono posti a 373 metri s.l.m Barberino e a 389 metri s.l.m Tavarnelle. Per circa metà del suo territorio è compreso nella zona del Chianti Classico.

### Clima
Il clima di Barberino Tavarnelle, rispetto al capoluogo fiorentino, prevede estati più fresche ed inverni più rigidi, a causa della maggiore altitudine. In inverno sulle colline non di rado si hanno precipitazioni nevose, però solo occasionalmente con grande accumulo. Le precipitazioni medie annue sono in linea con quelle del capoluogo Fiorentino e si attestano tra 850 e 900 mm annui.

## Storia
La fondazione del comune, sancita dal positivo esito referendario confermato dalla legge regionale numero 63/2018, ha sanato oltre un secolo di divisione amministrativa: fino al 1892 esisteva già infatti un comune unico sul territorio in oggetto, che portava il solo nome di Barberino: la frazione di Tavarnelle Val di Pesa aveva poi chiesto e ottenuto di erigersi in comune autonomo nel 1892.

### Simboli
Dal XVIII secolo negli stemmi comunali di Tavarnelle Val di Pesa e Barberino Val d'Elsa campeggiava una tigre, costituente con buona probabilità un'arma alludente, in quanto il nome "Barberino" assona con Barberia, termine che al tempo, per estensione, veniva usato per indicare tutta l'Africa, continente di cui detto animale era considerato rappresentativo. La sua origine era però spuria e non conforme alla storia araldica locale, che soprattutto nel XVI secolo presentava lacune e incongruenze. Nel 2021 il ricostituito comune unico di Barberino Tavarnelle (che in una prima fase si era limitato ad adottare congiuntamente i due stemmi municipali previgenti) ha promosso studi e ricerche finalizzate al ripristino delle forme araldiche originarie della zona, le quali erano confuse già dal XVII secolo, periodo nel quale i riferimenti allo stemma di Barberino parlavano finanche di un lupo. Queste indagini hanno appurato che l'animale presente storicamente nello stemma comunale era invece un leone tinto di nero o d'azzurro: questa seconda tinta è stata infine giudicata la più appropriata, in quanto lo stemma così descritto campeggia (tra l'altro) nel Tabernacolo dei giustiziati di Benozzo Gozzoli, a Certaldo. Nel 2021 il comune ha quindi avviato le pratiche per la riadozione in via ufficiale dello stemma col leone azzurro (che regge nella zampa il giglio fiorentino), ufficialmente presentato alla comunità il 22 giugno 2022.
Il gonfalone è un drappo di azzurro.

## Monumenti e luoghi d'interesse

### Architetture religiose

#### Badia di Passignano

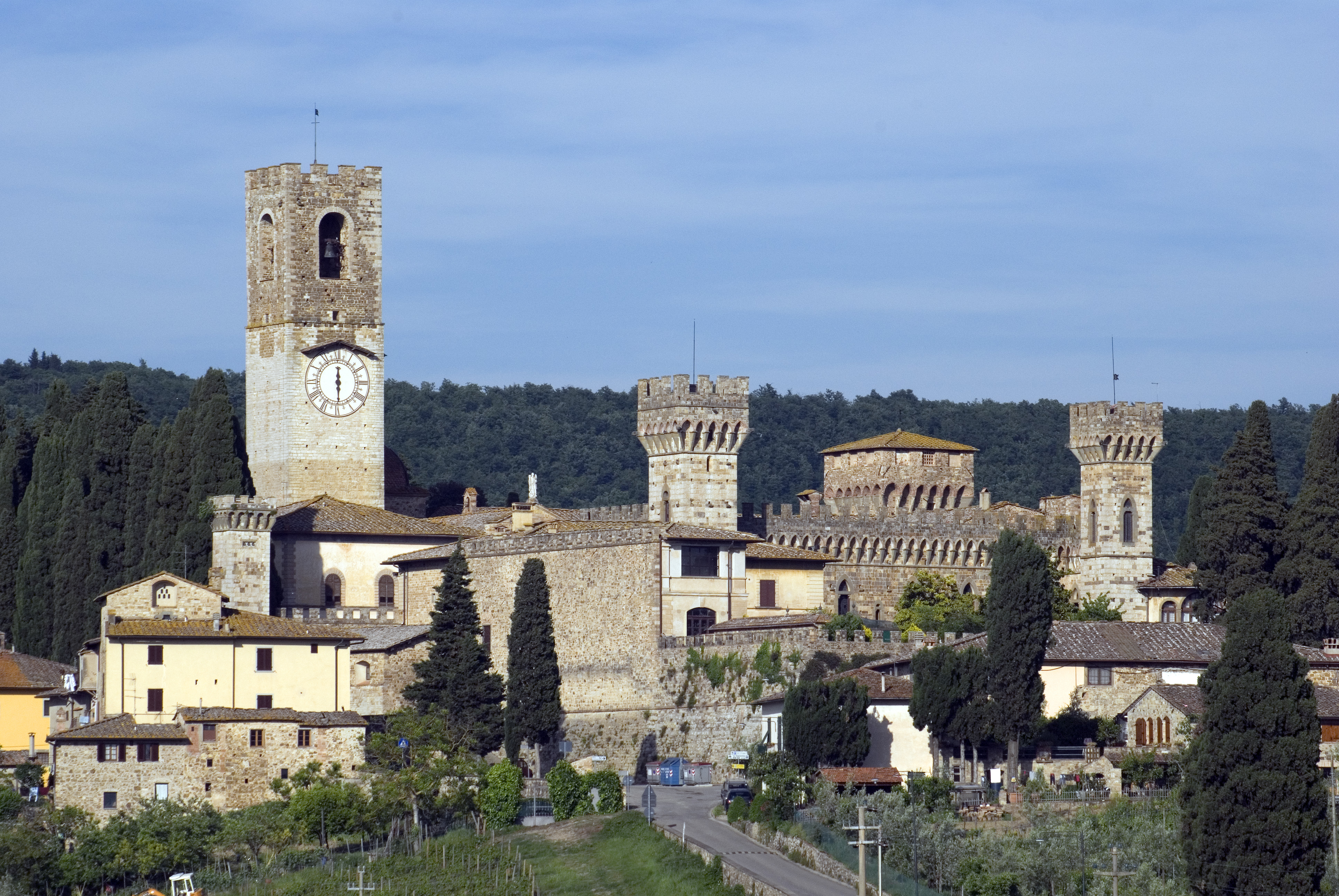
Badia di Passignano

La Badia a Passignano è un antichissimo monastero esistente già nell'alto medioevo. A partire dal 1049 aderì alla riforma vallombrosana. Fu sede di una scuola frequentata anche da Galileo Galilei. Nella chiesa, la cui facciata è in filaretto di alberese (XIII secolo), ad unica navata ci sono affreschi di Domenico Cresti, detto il Passignano perché nativo del luogo; nel tramezzo, opera in legno di Michele Confetto, sono inserite due tavole del Ghirlandaio. Nella cripta, risalente ad una precedente costruzione romanica, è sepolto il fondatore dell'ordine vallombrosano San Giovanni Gualberto, qui deceduto nel 1073. 

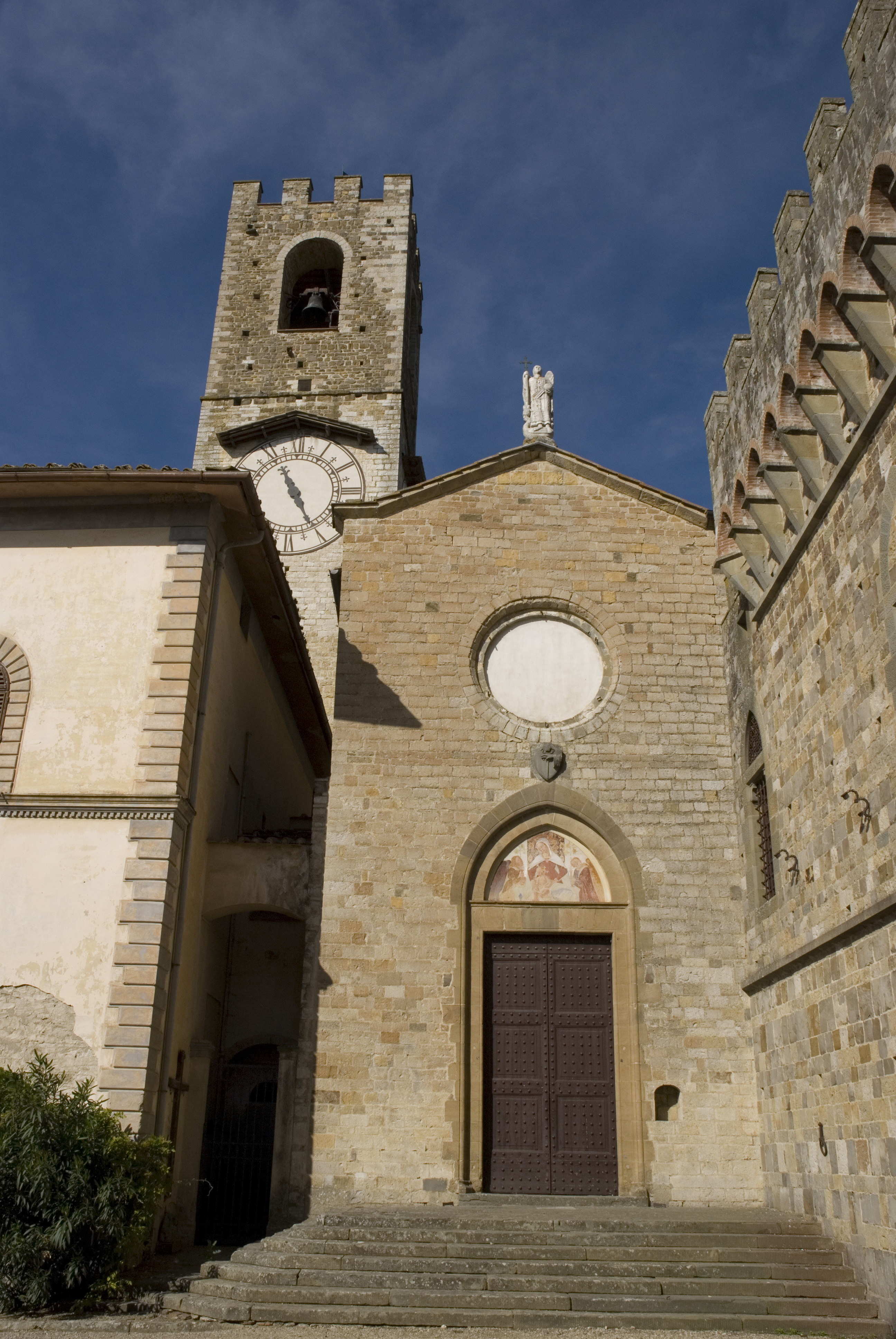
San Michele a Badia a Passignano

 Esternamente il grandioso monastero si presenta più simile a una fortezza che ad un cenobio. Le mura di difesa risalgono al '400 ma in alcune punti si può retrodatare al XIII secolo. Nel refettorio del monastero c'è un'interessante Ultima Cena di Davide e Domenico Ghirlandaio. Soppresso il monastero nel tardo ottocento, il complesso divenne una villa privata e trasformato, secondo il gusto del tempo, in un castello neogotico. Nel 1986 i monaci vallombrosani ripresero possesso del monastero. Da vedere anche il borgo di Passignano che presenta una bella casa-torre e la chiesa di San Biagio. Dagli spalti del castello si può ammirare un notevole paesaggio chiantigiano.
- Chiesa di San Biagio, chiesa abbaziale, dedicata a san Michele arcangelo, esisteva già prima del mille ma fu completamente ricostruita nel 1266.

#### Altre chiese
- Pieve di Sant'Appiano
- Cappella di San Michele a Semifonte
- Chiesa di San Bartolomeo a Barberino
- Chiesa di San Filippo (Ponzano)
- Chiesa di San Lorenzo a Vigliano
- Chiesa di Santa Maria a Linari
- Chiesa di Santa Maria a Poneta
- Chiesa di San Martino a Pàstine
- Chiesa di San Michele (Ponzano)
- Chiesa di San Pietro a Petrognano
- Chiesa di San Ruffignano a Monsanto
- Chiesa di Sant'Andrea a Vico D'Elsa
- Chiesa di Santa Maria a Marcialla
- Chiesa di Santo Stefano a Linari
- Chiesa di San Giorgio allo Spadaio
- Chiesa di Santa Lucia al Borghetto
- Chiesa della Madonna della Neve
- Chiesa dei Santi Maria e Jacopo alla Sambuca
- Chiesa di Santa Maria del Carmine al Morrocco
- Santuario di Santa Maria delle Grazie a Pietracupa
- Pieve di San Pietro in Bossolo
- Pieve di San Donato in Poggio
- Cappella di San Giovanni Gualberto

### Architetture civili
- Villa Bardi in via di Linari
- Villa Capponi in località Marcialla
- Villa di Cortine in via di Cortine
- Villa di Pastine in via di Pastine
- Villa di Petrognano in via di Petrognano
- Villa di Prumiano in via di Cortine
- Villa di San Filippo in località San Filippo
- Villa di San Lorenzo a Vigliano in località Vigliano
- Villa di Spoiano
- Villa Torrigiani in piazza Torrigiani a Vico d'Elsa
- Villa Torrigiani di Valdigelata in via della Villa in località Vico d'Elsa
- Villa Guicciardini di Vico in piazza Torrigiani a Vico d'Elsa
- Villa della Badia a Passignano in località Passignano
- Villa di Bonazza in località San Pietro in Bossolo
- Villa Il Cantuccio in località Bonazza
- Villa Le Fillinelle in località Morrocco
- Villa di Montecchio in località San Donato in Poggio
- Villa Moris in località la Romita
- Villa Il Morrocco in località Morrocco
- Villa e fattoria I Muricci in località Noce
- Villa Del Nero in località Spicciano
- Villa di Paganello in località Paganello
- Villa di Palazzuolo in località Palazzuolo
- Villa di Poggio Petroio in località la Romita
- Villa di Spoiano in località Spoiano
- Villa L'Ugo in località Noce
- Villa di Valle in località Valle

### Architetture militari
- Castello della Paneretta, in località Monsanto
- Castello di Linari

#### Semifonte

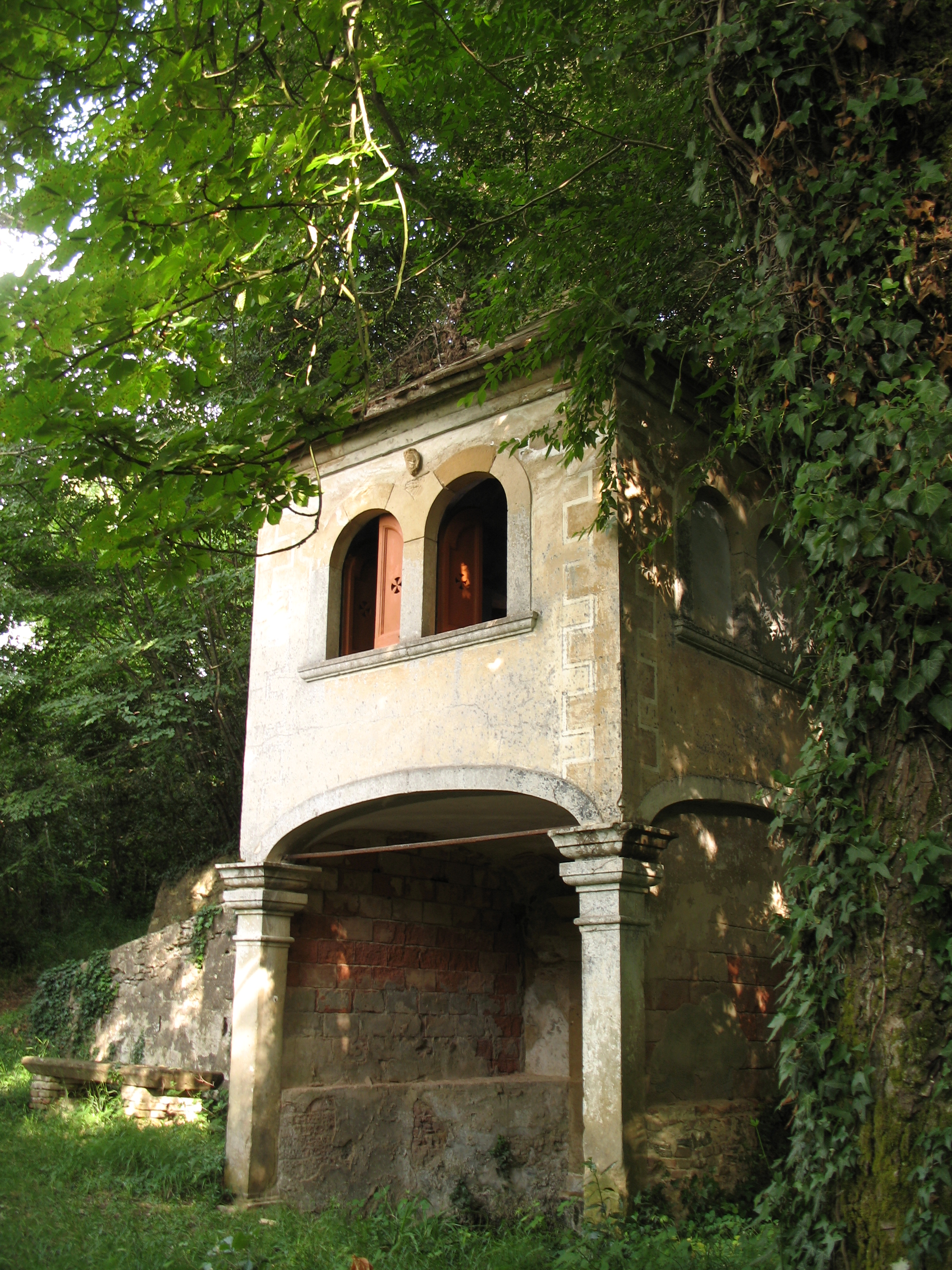
La fonte del latte

In località Petrognano sorgono i ruderi di Semifonte. Nata come fortezza imperiale a monito dei liberi comuni che in quel periodo stavano aumentando sempre più la loro influenza, ebbe come fondatori i conti Alberti e conobbe il suo massimo sviluppo tra il 1182 e il 1202 come centro commerciale data la sua posizione lungo la via Francigena.
Al culmine della sua storia era circondata da mura per tre chilometri e l'abitato comprendeva chiese, palazzi, botteghe, magazzini e trecento focolari (famiglie). Dal punto di vista militare faceva parte di una linea di difesa imperiale comprendente anche i castelli di Fucecchio, San Miniato e il castello di Montegrossoli nel Chianti grazie ai quali l'impero controllava l'Italia centrale. Tanta potenza fece nascere il detto "Fiorenza fatti più in là che Semifonte si fa città". Firenze prima tentò di stroncare sul nascere la città, ma non ne fu capace. Così per vent'anni non fece altro che spendere in armamenti e corrompere le città potenzialmente amiche di Semifonte. Questo fino al 1202 quando dopo un lungo assedio Semifonte fu conquistata: venne rasa al suolo e sul suo terreno fu proibito costruire per sempre. Della città restano nascosti dalla vegetazione alcuni ruderi quali fornaci e alcune cappelle contenenti sorgenti, tra le quali la cosiddetta Fonte del Latte.
Intorno al 1594, il Granduca Ferdinando I consentì a Giovan Battista di Neri Capponi di costruire la cappella ottagonale dedicata a San Michele Arcangelo e terminata nel 1597. Progettata da Santi di Tito la cupola è un ottavo della cupola di Santa Maria del Fiore tanto che è conosciuta come Il Duomo della Val d'Elsa. La pala destinata alla cappella, intitolata San Michele Arcangelo, San Nicola e altri santi, è di Bernardino Poccetti (1597 circa).

## Società

### Evoluzione demografica
Abitanti censiti

## Sport
Maggior squadra di calcio locale è il San Donato Tavarnelle, nato nel 2006 dalla fusione tra le società A.C. San Donato e Libertas Tavarnelle. Nel 2022 ha raggiunto per la prima volta il calcio professionistico, ottenendo la promozione in Serie C.

## Amministrazione
| Periodo         | Periodo        | Primo cittadino  | Partito         | Carica                  | Note  |
| --------------- | -------------- | ---------------- | --------------- | ----------------------- | ----- |
| 1º gennaio 2019 | 26 maggio 2019 | Bruna Becherucci | –               | Commissario prefettizio | [ 8 ] |
| 27 maggio 2019  | in carica      | David Baroncelli | centro-sinistra | Sindaco                 |       |